# Плюшена играчка
Плюшена играчка или мека играчка е общо название на играчките, дъвка, ушити от плат, плюш или друг текстил, и натъпкани със слама, бобови зърна, пластмасови топчета, памук, синтетични влакна или друг подобен материал. Изработват се във формата на животни, легендарни същества, анимационни герои или неодушевени предмети.
Още през 30-те години на 19 век са съществували домашно изработени платнени кукли, запълнени със слама. Една от най-известните плюшени играчки е мечето Теди, носеща името на американския президент от началото на 20 век Теодор Рузвелт.
Една от първите известни компании за производство на плюшени играчки е „Щайф“, основана от шивачката Маргарете Щайф през 1880 година в Гинген, близо до Щутгарт.
|  | Тази страница частично или изцяло представлява превод на страницата Stuffed toy в Уикипедия на английски. Оригиналният текст, както и този превод, са защитени от Лиценза „Криейтив Комънс – Признание – Споделяне на споделеното“, а за съдържание, създадено преди юни 2009 година – от Лиценза за свободна документация на ГНУ. Прегледайте историята на редакциите на оригиналната страница, както и на преводната страница, за да видите списъка на съавторите. ВАЖНО: Този шаблон се отнася единствено до авторските права върху съдържанието на статията. Добавянето му не отменя изискването да се посочват конкретни източници на твърденията, които да бъдат благонадеждни. |